# Juan Parra del Riego
Juan Parra del Riego (Huancayo, 20 de diciembre de 1894 - Montevideo, 21 de noviembre de 1925), fue un poeta peruano que se afincó en Uruguay. Su poesía, inicialmente modernista, se orientó hacia los movimientos de vanguardia de inicios del siglo XX, principalmente el futurismo, y se inspiró en acontecimientos contemporáneos.

## Biografía
Fue hijo del coronel Domingo J. Parra y Mercedes del Riego. Su padre, partidario del caudillo Nicolás de Piérola y adversario del presidente Andrés A. Cáceres, fue apresado y encerrado en las casasmatas del Callao, al lado de un entonces joven José Santos Chocano (1894). Juan tuvo varios hermanos, entre ellos Carlos Parra del Riego, que llegó también a destacar como escritor, y Mercedes Parra del Riego, que casó con el poeta Percy Gibson.
Hacia 1902 se estableció en Lima y cursó sus estudios secundarios en el balneario de Barranco. Tenía dieciocho años de edad cuando ganó un certamen poético promovido por el Consejo Municipal de Barranco. Su composición premiada se titulaba Canto a Barranco, poema en trece sonetos con influjo modernista (1913).
En 1914 emprendió un viaje a lo largo de la costa peruana hasta Guayaquil, en el Ecuador. De vuelta al Perú, colaboró de forma asidua en diversas revistas de Lima, entre ellas Balnearios, donde también colaboraban Abraham Valdelomar, Manuel Beingolea y Federico More. En 1915 estrenó su obra teatral La verdad de la mentira. 
Se le recuerda también por haber sido el primero que saludó la aparición del grupo literario de Trujillo (norte del Perú), al que bautizó con el nombre de la “bohemia trujillana” (luego llamado Grupo Norte), y alabó, entre otros, al todavía novel poeta César Vallejo, de quien citó unos versos que le parecieron estupendos. El artículo que testifica este episodio luminar apareció en la revista Balnearios, el 22 de octubre de 1916.
En 1916, hastiado de la rutina, salió de su país y recorrió Chile, Argentina y Uruguay. La amistad con los poetas uruguayos Jules Supervielle y Carlos Sabat Ercasty, y con el poeta argentino Bernardo Canals Feijoo fue clave para su inserción en el ambiente Literario de Montevideo (1918. Se integró plenamente en el ambiente literario de dicha ciudad, donde trabó amistad con las poetas Delmira Agustini y Juana de Ibarbourou. Colaboró en El Bien Público (1921-1923). Desenvolvió su poesía, cuya característica principal fue el uso del polirritmo (ya practicado por Manuel González Prada), que consiste en el empleo ágil y vigoroso del verso métrico. 
En agosto de 1922 se embarcó hacia Europa pasando por Río de Janeiro. Se estableció en París  tomó así contacto directo con el futurismo y otras vanguardias. En París empezó a tener los primeros síntomas de la tuberculosis que habría de acabar con su vida. Se trasladó a Madrid y Lisboa. 
Retornó a Montevideo imbuido de las nuevas corrientes poéticas. Su Canto al carnaval fue premiado en el concurso rioplatense organizado por el Concejo Municipal de Montevideo (1925). 
Cantó también las proezas deportivas del entonces ídolo del fútbol uruguayo, Isabelino Gradín.
Se casó con la poeta uruguaya Blanca Luz Brum, joven nacida en Pan de Azúcar de una familia muy humilde que la envió con una tía para criarla y la internaron en un colegio de monjas gratuito de Montevideo. Los testigos de su casamiento fueron el escultor Bernabé Michelena y Alberto Demicheli. 
El trajín de una vida activa no tardó en pasarle factura y su mal pulmonar rebrotó. Su frágil salud no impidió, sin embargo, que publicara sus últimas creaciones poéticas en 1925. El 16 de noviembre de 1925 Blanca Luz dio a luz a su hijo Eduardo y cinco días después, murió el poeta.

## Obras

### Poesía
- Polirritmos (1922).
- Himnos del cielo y de los ferrocarriles (1924).
- Blanca Luz (1925).
- Cantos al carnaval (1925).
- Tres polirritmos inéditos (póstuma, 1937).
- Poesía (póstuma, 1943), compilación de su poemas.

### Teatro
- La verdad de la mentira (1914), drama.

### Prosa
- El escultor Falcini (1921), folleto.
- La provincia vestida de hojas (1921), crónicas sobre Tucumán.
- Prosa (póstuma, 1943), compilación de sus artículos periodísticos.

### Obra
- Obra reunida (2016), compilación de sus poesía, prosa y correspondencia.